# Ciorbă de potroace
Ciorba de potroace este una din cele mai tipice ciorbe românești. Ingredientele pot să difere un pic de la o regiune la alta. Înăcrirea se bazează la această supă mereu pe zeamă de varză. Se pot folosi potroace de curcan, gâscă, pui sau rață.

## Rețeta

### Ingrediente
Este nevoie de: 2,5 litri de apă sau supă de carne de pasăre, 500 ml zeamă de varză, 1 kg măruntaie de pasăre (aripi, picioare, gât, pipotă etc.), zarzavat de supă (2 cepe, 1morcov, ¼ de țelină, ½ păstârnac, ¼ de praz) 1 ardei roșu, 2 roșii (fără obligă), 4 linguri cu orez, verdeață (leuștean, mărar, pătrunjel), ulei sau seu de porc, smântână sau iaurt, sare și piper negru, opțional 2 gălbenușuri de ou.

### Mod de preparare
Se fierb măruntaiele tăiate in bucăți potrivite în apă ușor sărată sau bulion, adăugând zarzavatul tăiat felii precum si orezul ales și spălat, un sfert de oră înainte de sfârșit. Într-o altă oală se prăjesc cepele, ardeiul (și roșiile), tăiate fin, cu o lingură de ulei sau untura de porc, apoi se adaugă supa cu toate ingredientele și se potrivește cu zeamă de varză, sare și piper negru. Se mai dă un clocot, anexând verdețurile. Smântâna (sau iaurtul) se bat cu gălbenușurile de ou și două linguri de apă rece, apoi se diluează cu un polonic de ciorbă fierbinte și după aceea se răstoarnă în oală. Dacă nu se folosesc ouă, ciorba se decorează cu o lingură de smântâna înaintea servitului. La masă se servește extra mărar tocat fin. 
La ciorba de potroace borșul este înlocuit de zeamă de varză. Fără zeamă de varză nu există ciorba de potroace.